# 20823 Лютінчунь
20823 Лютінчунь (20823 Liutingchun) — астероїд головного поясу, відкритий 24 жовтня 2000 року.
Тіссеранів параметр щодо Юпітера — 3,190.